# Европско првенство у атлетици на отвореном 1938 — бацање копља за жене
Такмичење у бацању копља у женској конкуренцији на Европском првенству у атлетици 1938. одржано је 18. септембра на стадиону Пратер у Бечу, који је у то време био део Немачког Рајха. Ово је било прво Европско првенство на којем су учествовале жене.

## Земље учеснице
Учествовало је 8 такмичарки из 6 земаља.
1. Летонија (1)
2. Немачка (3)
3. Пољска  (1)
4. Финска (2)
5. Шведска (1)
6. Швајцарска (1)

## Освајачи медаља
|                      |                        |                      |
| Лиза Гелијус Немачка | Сузане Пасторс Немачка | Луизе Кригер Немачка |

## Резултати

### Финале
| Пласман | Такмичарка            | Држава     | Време | Белешке |
| ------- | --------------------- | ---------- | ----- | ------- |
|         | Лиза Гелијус          | Немачка    | 45,58 | РЕП     |
|         | Сузане Пасторс        | Немачка    | 44,14 | '       |
|         | Луизе Кригер          | Немачка    | 42,49 |         |
| 4       | Лукс Штифел           | Швајцарска | 40,58 |         |
| 5       | Ида Лавизе            | Летонија   | 40,20 |         |
| 6       | Станислава Валасјевич | Пољска     | 33.33 |         |
| 7       | Ирја Липасти          | Финска     | 31,93 |         |
| 8       | Брита Авал            | Шведска    | 31,90 |         |